# Monster Truck Madness (serie)
Monster Truck Madness es una saga de videojuegos de carrera de monster trucks, originalmente creada por Terminal Reality y distribuida por Microsoft.

## Características
Los juegos de Monster Truck Madness se caracterizan por el uso de licencias para recrear monster trucks de la vida real, como Bigfoot o Grave Digger, además de ser aún el único juego que presenta carreras realistas de arrancones como en las ligas profesionales de monster trucks. Este modo (drag) fue omitido en las siguientes versiones del juego por carreras en circuitos. 
El juego en su tiempo fue galardonado por sus gráficas avanzadas y la capacidad de poder jugar sin tener una tarjeta gráfica por medio de "software rendering".
Las versiones originales para PC contaban con un fácil modo de agregar nuevas pistas y monster trucks, además de contar con un editor de pistas y camiones proporcionado por Terminal Reality.

## Serie original

### Monster Truck Madness
Monster Truck Madness, lanzado el 31 de octubre de 1996 fue el primer juego de la serie, contaba con el Photex engine, un veloz motor gráfico diseñado por Terminal Reality para sus juegos de combate aéreo como Terminal Velocity o Hellbender. El juego constaba de 4 modos de juego, drag, circuito, rally y torneo. Constaba con 13 monster trucks de la vida real y con el patrocinio de la MTRA y la Penda Point Series. Fue publicado por Microsoft Games y desarrollado por Terminal Reality por un año.

### Monster Truck Madness 2
Monster Truck Madness 2, lanzado el 30 de abril de 1998 fue la secuela de Monster Truck Madness. Fue el juego más exitoso de la serie, usaba el motor gráfico Photex2, considerado como uno de los mejores en su época. Este incluía aparte de los monster trucks originales de MTM, tenía 9 nuevos monster trucks y 4 basados en la World Championship Wrestling. En esta versión no se incluyeron las carreras drags y el juego se acercó a un modo de carreras más arcade. Agregó nuevas opciones como daño en los vehículos, clima, radio y posibilidad de uso de tarjetas gráficas 3DFX. Aun existen comunidades en línea que hacen torneos de MTM2 y crean pistas y camiones nuevos. Fue publicado por Microsoft Games y desarrollado por Terminal Reality. Muchas betas fueron liberadas durante su desarrollo.

## Serie para consolas

### Monster Truck Madness 64
Monster Truck Madness 64, lanzado el 30 de junio de 1999 fue basado en Monster Truck Madness 2. Fue lanzado para la consola Nintendo 64 y es el único en la saga que permite una partida de pantalla dividida. Esta versión deja de lado el realismo y se acerca completamente a las carreras "arcade". También es el único que venía oficialmente en varios idiomas. Incluye tres modos de jugar: Batalla, circuito y exhibición. Fue publicado por Rockstar Games y desarrollado por Edge of Reality.

### Monster Truck Madness (GBA)
Monster Truck Madness, lanzado el 11 de agosto de 2003 fue basado en Monster Truck Madness 64. Fue lanzado para la consola Game Boy Advance y es una continuación del juego Monster Truck Madness 64. Consta con nuevos y renovadas licencias de los monster trucks. Fue publicado por THQ y desarrollado por Tantalus Media.